# 桑德維奇海崖
63°50′S 57°30′W / 63.833°S 57.500°W
桑德維奇海崖（Sandwich Bluff），是南極洲的海崖，位於詹姆斯羅斯島群的維加島中部，海拔高度610米，由瑞典探險隊發現，現時由南極條約體系管理。